# 柴幸男
柴 幸男（しば ゆきお、1982年11月3日-）は日本の脚本家、演出家。劇団ままごと主宰。青年団演出部所属。

## 来歴・人物
愛知県一宮市出身。脚本家を目指し、演劇部がある愛知県立名古屋西高等学校に入学、台本を書き始めた。日本大学芸術学部放送学科卒業。大学在学中の2004年に『ドドミノ』で第2回仙台劇のまち戯曲賞を受賞。2009年、青年団の劇団内ユニット・青年団リンクとして劇団ままごとを旗揚げ。
劇団ままごとが2009年に初演（柴幸男演出）した『わが星』は、ラップを用いた演劇作品で、2010年の第54回岸田國士戯曲賞を受賞した。2014年には『わが星』の登場人物を高校生に変更した『わたしの星』が高校生をキャストとして再演されている。平田オリザの「現代口語演劇」を発展継承した劇作家の一人とされる。ループやサンプリングなど演劇外の発想を持ち込んだ演出が特徴で、全篇歩き続ける『あゆみ』や、一人芝居をループさせて大家族を演じる『反復かつ連続』など、新たな視点と手法を用いて人々の日常を描く。2015年、文化庁文化交流使として中国へ派遣される。2016年より多摩美術大学演劇舞踊デザイン学科講師。
2017年、テレビ東京ドラマ24 『下北沢ダイハード』 第6話未来から来た男の脚本を担当。

## 著作
- 『わが星』、白水社、2010年 ISBN 978-4560080689